# Slobodna Hrvatska (München)
Slobodna Hrvatska je bila hrvatski emigrantski list.
Izlazila je u Münchenu od 1960.
Pokrenuo ju je Ibrahim Pirić-Pjanić, zajedno sa Stjepanom Buconjićem i Mirkom Bilobrkom.
Ibrahim Pirić-Pjanić je surađivao u Slobodnoj Hrvatskoj do smrti.

## Vanjske poveznice i izvori
- Bibliografija Hrvatske revije  Arhivirana inačica izvorne stranice od 20. lipnja 2006. (Wayback Machine) Franjo Hijacint Eterović: Trideset godina hrvatskog iseljeničkog tiska 1945-1975.